# Xalatiopa
Xalatiopa är en ort i Mexiko.   Den ligger i kommunen San Sebastián Tlacotepec och delstaten Puebla, i den sydöstra delen av landet, 270 km sydost om huvudstaden Mexico City. Xalatiopa ligger 807 meter över havet och antalet invånare är 187.
Terrängen runt Xalatiopa är bergig åt nordväst, men åt sydost är den kuperad. Xalatiopa ligger nere i en dal. Runt Xalatiopa är det tätbefolkat, med 369 invånare per kvadratkilometer. Närmaste större samhälle är Huautla de Jiménez, 13,2 km söder om Xalatiopa. I omgivningarna runt Xalatiopa växer i huvudsak städsegrön lövskog.